# Соломерецкий, Ян-Владислав
Князь Ян-Владислав Соломерецкий (? — 1641) — государственный деятель Речи Посполитой. Последний мужской представитель рода князей Соломерецких.

## Биография
Представитель княжеского рода Соломерецких герба Равич. Единственный сын князя Богдана Богдановича Соломерецкого (1589—1630), старосты кричевского, и Екатерины Львовны Сапеги. Получил хорошее образование. Воспитывался в православной вере. В молодости женился на представительнице семьи Волович. В 1630 году потерял отца. Вскоре после этого отказался от православной веры и перешел в католичество.
В 1631 году Ян-Владислав Соломерецкий был назначен маршалком Пинским. В 1633-1638 годах находился в конфликте с Афанасием Филипповичем из Дубойского монастыря, который был ревностным защитником православия и противником унии, которую поддерживал Соломирецкий.
В 1638 году избирается послом на сейм в Варшаве от шляхты Пинского повета. В то же время предоставлял средства на строительство греко-католических церквей. В 1639 году благодаря его финансированию построена греко-католическая церковь в городке Высоцке. Внезапно умер в 1641 году.

## Семья
Жена — Анна Петровна Волович (? — 1669), дочь Петра Воловича, подкомория трокского. Их дети:
- Екатерина
- Марина
- Елена (ум. после 1668).